# 杉王街道
杉王街道，是中华人民共和国贵州省遵义市习水县下辖的一个街道办事处。
2015年12月28日，贵州省人民政府批复同意习水县部分乡镇行政区划调整，新设置的杉王街道辖原东皇镇黑鹿社区、虹顶社区、大榜村、木楠村、羊九村、太平村、天鹅池村、长嵌沟村，街道办事处驻虹顶社区。

## 行政区划
杉王街道下辖以下地区：
黑鹿社区、虹顶社区、木楠村、羊九村、太平村、长嵌沟村、天鹅池村和大榜村。